# 1802 aux échecs
| Années des échecs : 1799 - 1800 - 1801 - 1802 - 1803 - 1804 - 1805    |
| Décennies des échecs : 1770 - 1780 - 1790 - 1800 - 1810 - 1820 - 1830 |

Cet article présente les faits marquants de l'année 1802 aux échecs.

## Événements majeurs
Le premier club d’échecs est créé à New York.

## Divers
- Publication du premier livre américain consacré seulement aux échecs, Chess Made Easy : new and comprehensive rules for playing the game of chess, écrit par James Humphreys. Il s’agit d’une réimpression de l’édition londonienne de l’ Analyse du jeu des echecs de Philidor. Il contient également un essai de Benjamin Franklin, The Morals of Chess[1].
- Alfred de Montigny publie « Les Stratagemes Des Echecs ». Les échiquiers représentés ont été peints à la main[1].
- Ossia il Giuoco degli Scacchi est publié en Italie[1].

## Naissances
- Frederick Lokes Slous, fort joueur amateur anglais[1]..

## Nécrologie
- 23 mai : Domenico Ercole Del Rio[1], dit « l’Anonyme de Modène ».